# 24.º Regimiento de Marines

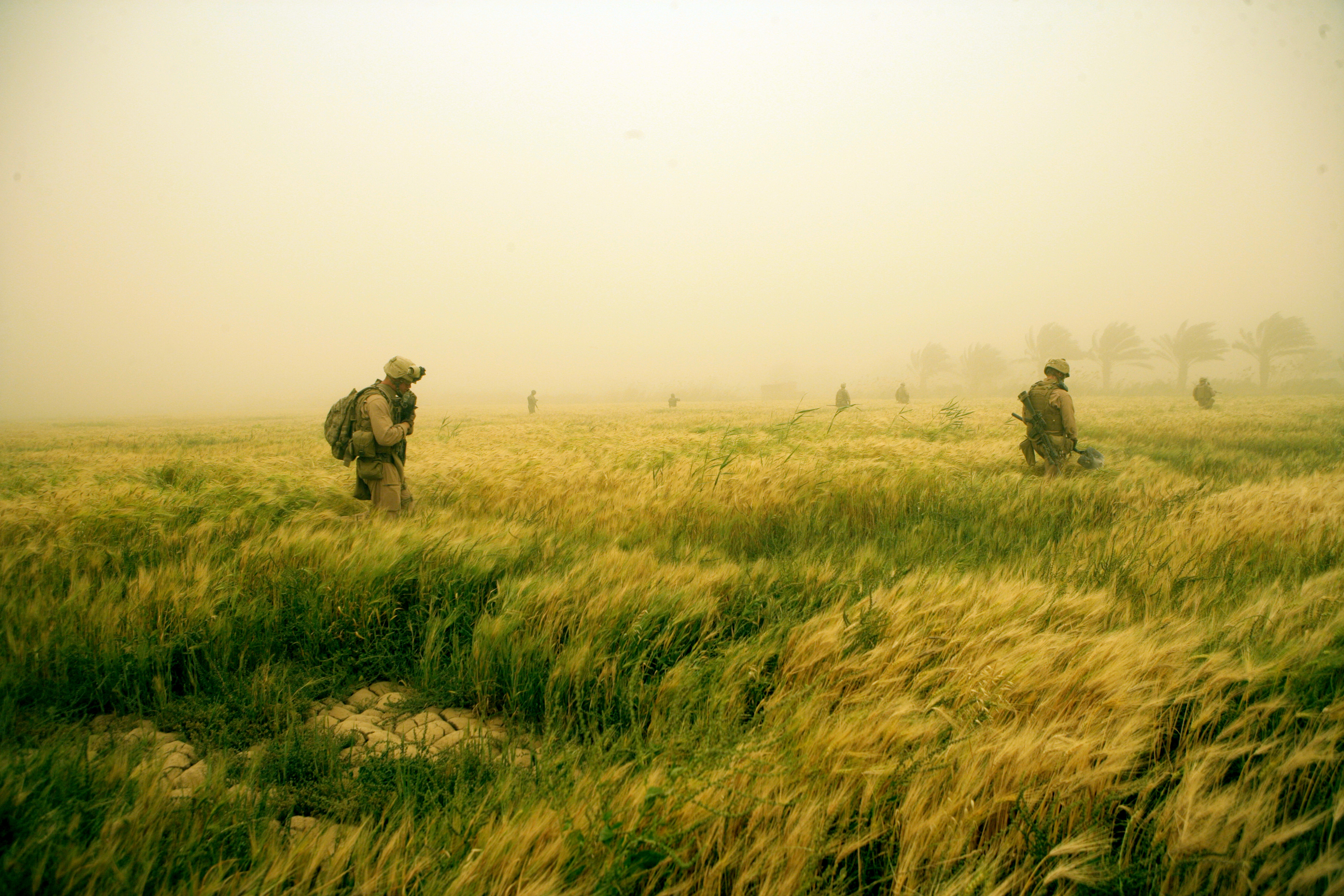
Infantes de marina del 24.º Regimiento de Infantería de Marina realizan búsqueda de escondites de armas durante una tormenta de polvo en Khalidiyah, Irak el 17 de abril de 2008.

El 24.º Regimiento de Marines (en inglés: 24th Marine Regiment) era uno de los tres regimientos de infantería de la 4.ª División de Marines del Cuerpo de Marines de los Estados Unidos. Este regimiento fue desactivado el 9 de septiembre de 2013 y estaba acuartelado en Kansas City, Misuri.

## Misión
Realizar operaciones mecanizadas, de armas combinadas y otras operaciones expedicionarias con el propósito de apoyar planes de conflicto de teatro y operaciones de contingencia aumentando y reforzando los componentes de las fuerzas activas en tiempo de guerra, emergencia nacional. El regimiento está preparado para ser desplegado como un elemento subordinado principal de la 4.ª División de Marines.

## Unidades subordinadas previo a la desactivación
- 1.er Batallón 24.º Regimiento (1/24) Detroit
- 2..º Batallón 24.º Regimiento (2/24) Chicago
- 3.er Batallón 24.º Regimiento (3/24) Bridgeton

El 1/24 pasó al 25.º Regimiento de Marines, mientras que el 2/24 pasó al 23.er Regimiento de Marines y el 3/24 fue desbandado.

## Historia

### Segunda Guerra Mundial
El 24.ºRegimiento de Marines fue activado el 26 de marzo de 1943 en la Marine Corps Base Camp Pendleton, California. Los tres batallones fueron organizados en la Marine Corps Base Camp Lejeune, Carolina del Norte previo a la activación del Cuartel General Regimental. el 1.er Batallón 24.º Regimiento se formó el 19 de octubre de 1942; el 2.º Batallón 24.º Regimiento el 20 de enero de 1943; el 3.er Batallón 24.º Regimiento el 1 de febrero de 1943. En agosto de ese mismo año el regimiento fue asignado a la recientemente creada 4.ª División de Marines.
El regimiento comenzó a moverse a la zona de combate en enero de 1944 cuando zarpó desde San Diego, California en dirección a las Islas Marshall en poder de los japoneses. La primera asignación de combate del regimiento fue tomar parte en la captura de Roi-Namur, islas gemelas en el Atolón de Kwajalein. El 1 de febrero, el regimiento asaltó Namur. El 2.º y el 3.er batallón lideraron el ataque. Al moverse tierra adentro el regimiento encontró fuerte resistencia. El segundo batallón sufrió especialmente fuertes bajas, principalmente debido a la explosión de un depósito de municiones enemigo. La isla fue recuperada desde los japoneses al siguiente día. El 24.º Regimiento reembarcó y zarpó en dirección a Hawái dos días más tarde. Mientras se encontraba allí, el 24.º Regimiento tomó parte en las preparaciones para la invasión de las Islas Marianas.
La Batalla de Saipán fue el primer objetivo de la Campaña de las Islas Marinas para el regimiento. El 24.º Regimiento de Marines originalmente fue puesto en reserva. Sin embargo, los fuertes combates en el día del desembarco, 15 de junio de 1944, forzaron la entrada en combate del regimiento. El 24.º Regimiento de Marines se dirigió a la costa esa tarde uniéndose a las otras unidades de la infantería de marina pertenecientes a la 2.ª y la 4.ª División de Marines en el empuje tierra adentro. Los japoneses resistieron tenazmente la invasión pero el 9 de julio la isla fue declarada segura. El actor Lee Marvin, ganador del Premios Óscar, era un miembro de la Compañía "I", 24.º de Regimiento de Marines, y fue herido en el asalto contra el Monte Tapochau el 18 de julio de 1944.
Las fuerzas militares estadounidenses en las Marianas luego volvieron su atención hacia la isla vecina de Tinián. El 24.º Regimiento de Marines tuvo un rol principal en la campaña para capturar Tinian. El regimiento estuvo en la primera ola en alcanzar las playas. La oposición enemiga fue rápidamente eliminada y el regimiento se movió rápidamente tierra adentro. Para el 1 de agosto la resistencia organizada había terminado con la isla bajo control estadounidense. El regimiento regresó a Hawái al final del mes.
En Hawái, el 24.º Regimiento de Marines recibió reemplazos para las pérdidas sufridas en las Marianas e inició el entrenamiento para la batalla más dura de la Segunda Guerra Mundial - la de Iwo Jima. Para finales de enero de 1945, el 24.º de Infantería de Marina se embarcó y zarpó en dirección a la fortaleza japonesa, desembarcando el 19 de febrero, con las otras unidades de la 4.ª División. Desde el mismo inicio de la operación el 24.º permaneció en batalla, a menudo en combate cuerpo a cuerpo. 
El 21 de febrero de 1945, la 4.ª División de Marines se vio involucrada en una batalla contra fuertes fuerzas enemigas que protegían el Aeropuerto #1 de Motoyama. Múltiples anillos defensivos protegían este gran complejo en la llanura central de Iwo Jima. El 24.º fue asignado para limpiar la línea O-1 y limpiar el aeropuerto.
Un complejo de seis casamatas con morteros apoyándolas detuvo el ataque del 1.er Batallón del 24.º Regimiento a través del aeropuerto, infligiendo muchas bajas. Dos tanques M4 se adelantaron para destruir las casamatas. Ambos tanques pisaron minas antitanques y fueron puestos fuera de acción. El mayor Paul Treitel, comandante del 1/24, solicitó apoyo para destruir las casamatas. El artillero Ira Davidson se reportó al puesto de mando del batallón y el mayor Treitel le preguntó se podía destruir las casamatas con un cañón de 37mm, el artillero asintió y se dirigió a su cañón. Bajo el fuego de morteros y de ametralladoras, Davidson cruzó el expuesto aeropuerto y llegó al área de reunión de su pelotón. Él ordenó una de sus secciones de 37mm que se moviera en posición.
Davidson y seis infantes de marina llevaron a mano su cañón de 900 libras (408 kg) a través de 200 yardas (183 m) de terreno cruzado por el fuego del enemigo. Uno de los sirvientes fue muerto, dos heridos y otro sufrió de contusiones. Una vez en posición, Davidson tomó el control de su cañón. Él atacó cada casamata una después de la otra con 12 a 15 proyectiles de alto explosivo cada una. Bajo una continua barrera de fuego de morteros, Davidson se mantuvo disparando hasta que los infantes de marina que avanzaban se cruzaron con su línea de fuero y le impidieron seguir disparando.
Los infantes de marina se adelantaron y aseguraron el complejo defensivo enemigo. Limpiando las casamatas, encontrando soldados japoneses muertos en cada una de las casamatas. Davidson había disparado con tal precisión que él fue capaz de poner los proyectiles justo en las aperturas de las casamatas. Por sus sorprendentes habilidades de artillero y de liderazgo que salvaron la vida de muchos de sus compañeros infantes de marina, posteriormente le fue otorgada la Cruz de la Armada.
La última bolsa de resistencia enemiga finalmente fue destruida el 16 de marzo. El regimiento fue relevado dos días más tarde e inmediatamente abordó los buques de la Armada y regresó a Hawái. La ferocidad de la campaña se vio reflejada por la gran cantidad de bajas sufridas por el 24.º, sufriendo 652 muertos y 1053 heridos.

### Post Segunda Guerra Mundial
El 24.º Regimiento permaneció en Hawái hasta octubre cuando se le ordenó regresar a California, donde fue desactivado el 31 de octubre de 1945. En el año 1962 la Reserva del Cuerpo de Infantería de Marina inició un proceso de reorganización que finalmente llevó a la formación del concepto elemento aéreo de combate. Los tres batallones del 24.º Regimiento fueron activados el 1 de julio de 1962. El Cuartel General del Regimiento no fue reactivado hasta el 1 de febrero de 1966.

### Operación Tormenta del Desierto
En noviembre de 1990, el 24.º Regimiento de Marines fue activado para participar en la Operación Tormenta del Desierto. Inicialmente, el regimiento fue desplegado en Camp Pendleton, California para realizar entrenamiento. En enero de 1991, el 1.er Batallón fue desplegado a Okinawa, Japón, para prestar servicio con la 3.ª División de Marines. El resto del regimiento fue desplegado en Arabia Saudita para prestar servicio con las unidades de la II Fuerza Expedicionaria de Marines para apoyar las operaciones contra fuerzas enemigas en Kuwait. Entre el 16 de enero y el 28 de febrero, el 24.º Regimiento participó en la Operación Tormenta del Desierto. En abril, el regimiento fue redesplegado a Estados Unidos. En agosto, el 1.er Batallón fue transferido desde Okinawa a Detroit.

### Guerra Global contra el Terror
Aunque no desplegado como un regimiento completo, los batallones del regimiento (1/24, 2/24 y 3/24) aumentaron regimientos en servicio activo y fueron desplegados durante la Guerra de Irak para la invasión inicia en el año (1/24) y Gobernación de Ambar, Irak en el año 2004 (3/24), 2004-2005 (2/24), 2006-2007 (1/24), 2007-2008 (2/24) y 2009-2010 (3/24). El 3/24 fue el último batallón de la Infantería de Marina en Irak.
Adicionalmente, elementos de la Compañía Cuartel General del 24.º Regimiento fueron desplegados a África y Afganistán para apoyar la Operación Enduring Freedom en una base de rotación entre el año 2003 y 2012.
En junio de 2007 y nuevamente en junio de 2010, el 24.º Regimiento fue desplegado a Perú, América del Sur como la 24.ª Fuerza de Tareas Aero-Terrestre. Ellos entrenaron con infantes de marina de naciones amigas provenientes de Argentina, Brasil, Chile, Colombia, Ecuador, México, Paraguay, Perú, Uruguay y soldados del Real Ejército Canadiense, como parte del programa Partnership of the Americas (POA) 2010.

### Desactivación
El regimiento fue desactivado el 9 de septiembre de 2013 en una ceremonia realizada en su cuartel general en Kansas City, Misuri. Los infantes de marina y el equipamiento de su elemento de cuartel general ahora constituyen el recientemente creado 4.º Regimiento Logístico de Combate.